# Целакантообразни
Целакантообразните (Coelacanthiformes) са разред животни от тип Хордови (Chordata).
Таксонът е описан за пръв път от Лев Берг през 1937 година.

## Семейства
- Latimeriidae – Латимериеви
- †Mawsoniidae